# Индианаполис
 Тази статия е за града.  За пистата вижте Индианаполис Мотор Спидуей.  
Индианаполис (на английски: Indianapolis) е столицата на щата Индиана, Съединени американски щати.
Според преброяването на населението в САЩ през 2015 г. жителите на града са 853 173 души, което го прави най-големия град в Индиана и 13-ия по големина град в страната.
Основан е като щатска столица през 1821 г. на мястото на траперското селище Фол Крийк. Щатското правителство избира Александър Ралстън, помагал за проектирането на Вашингтон, да построи новия град. Сериозен тласък за развитието на Индианаполис дава достигането до града на железницата през 1847 г. Благоприятното разположение на града го превръща в голям транспортен център и днес наричат града Кръстопът на Америка (Crossroads of America).

## География
Градът е разположен в центъра на щата, на брега на Уайт Ривър. Релефът е равнинно-хълмист, с максимална надморска височина до 257 m.
Климатът е умерено-континентален с горещи и влажни лета и много студени зими. През месеците януари и февруари снеговалежът е особено силен. Средногодишната дебелина на снежната покривка е 58 cm.

## Население
Индианаполис е най-големият град на щата и е дом на 12,8% от цялото население на Индиана. Расовият състав на населението се дели на бели (61,8%), афроамериканци (27,5%), латиноамериканци (9,4%) и азиатци (2,1%). Средната възраст е 33,7 години (2010 г.), като на 100 жени се падат по 93 мъже.
Престъпността е сериозен проблем, особено в централните части на града, населени предимно с афроамериканци. Броят на убийствата (27,3 на 100 000 души за 2005 г.) е пет пъти над средното за страната.

## Известни личности
Родени в Индианаполис
- Рон Клайн (р. 1961), политик
- Адам Ламбърт (р. 1982), глем-рок изпълнител
- Андре Оуенс (р. 1980), баскетболист

Починали в Индианаполис
- Бенджамин Харисън (1833 – 1901), 23-тия Президент на САЩ